# Banchan

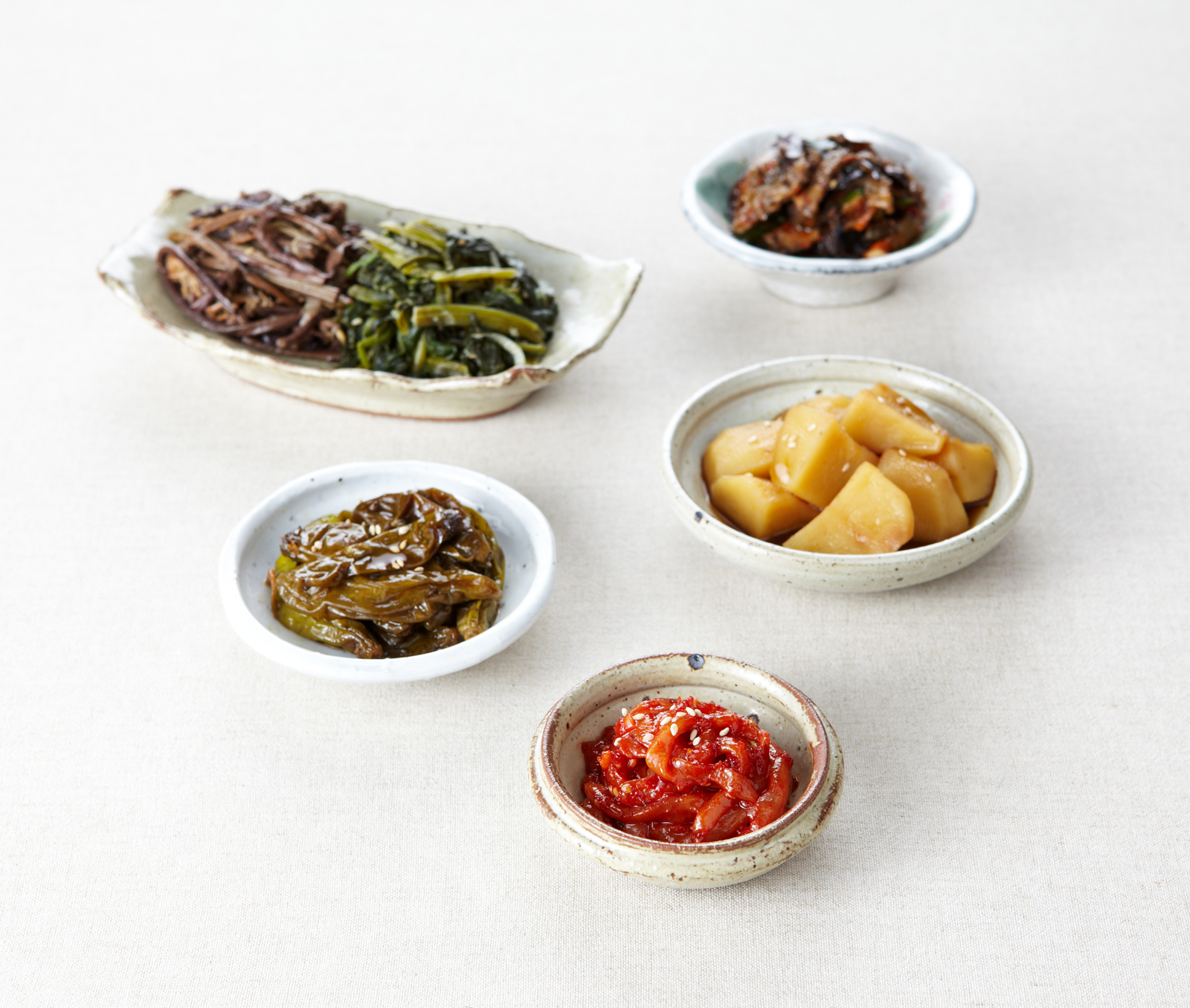
Alcuni tipi di banchan.

I banchan sono dei piccoli piatti di cibo, spesso definiti "contorni", serviti insieme al riso nella cucina coreana. La tavolata base del pasto (bansang, 반상?) consiste solitamente in bap (밥?, riso cotto), guk o tang (zuppa), gochujang o ganjang, jjigae e kimchi.
Al centro del tavolo viene servita la portata principale secondaria, come galbi o bulgogi, e una piccola casseruola di jjigae, mentre ogni commensale ha la propria ciotola di bap e guk. I banchan vengono serviti in piccole porzioni da consumare interamente nel corso del pasto, e maggiore è il loro numero, più il pasto è formale. La provincia di Jeolla è particolarmente famosa per servire numerosi tipi di banchan a ogni pasto.

## Varianti

### Kimchi

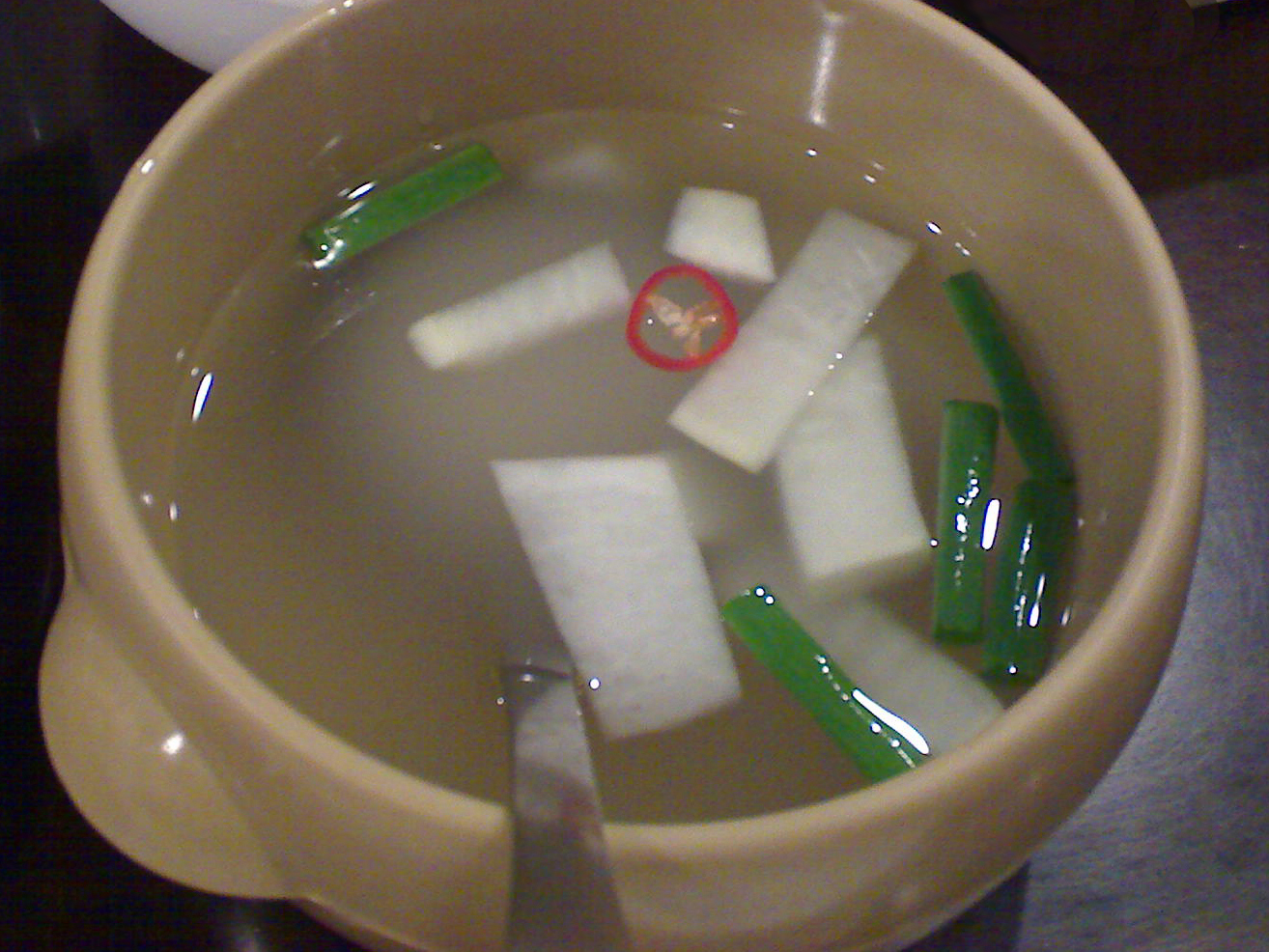
Dongchimi.

Con il termine kimchi (김치?) si indicano verdure (solitamente il cavolo cinese, ma anche lo scalogno, la senape indiana o il daikon coreano), condite con peperoncino e sale, e poi fatte fermentare.
- Nabak kimchi (나박김치?): kimchi di cavolo cinese o daikon coreano tagliato sottile in salamoia rosata. È consumato in estate.
- Dongchimi (동치미?): kimchi di cavolo cinese o daikon coreano tagliato sottile in salamoia bianca. È consumato in inverno.
- Geotjeori (겉절이?): kimchi di cavolo cinese o lattuga mangiato subito senza farlo fermentare.
- Kkakdugi (깍두기?): kimchi di daikon coreano a cubi.
- Oi sobagi (오이 소박이?): kimchi di cetrioli ripieni di peperoncino, cipollotto e aglio cinese.
- Chonggak kimchi (총각김치?): kimchi di daikon coreano "coda di cavallo" (chonggakmu), condito con peperoncino piccante.
- Yeolmu kimchi (열무김치?): kimchi di daikon estivo giovane, che può essere preparato con o senza pesce salato fermentato.
- Pa kimchi (파김치?): kimchi di scalogno caldo con molte acciughe salate.
- Gat kimchi (갓김치?): kimchi di foglie di senape indiana con molto peperoncino piccante, il cui gusto amaro viene ridotto aggiungendo acciughe salate e pasta di riso glutinoso.

### Namul

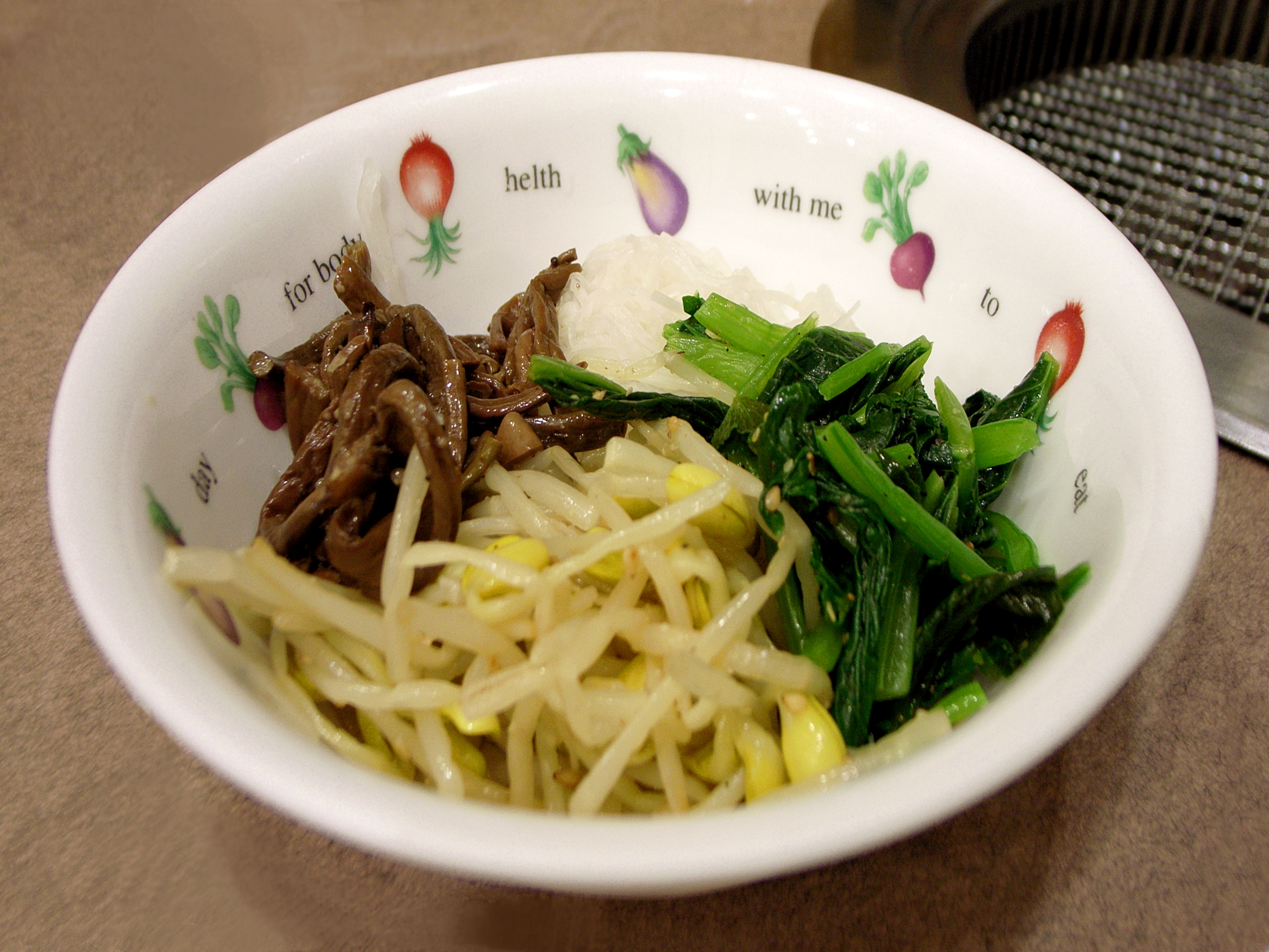
Vari tipi di namul.

Con il termine namul (나물?) ci si riferisce a verdure e altre erbe cotte al vapore, marinate o saltate in padella, condite con olio di sesamo, sale, aceto, aglio tritato, cipolle verdi a pezzetti, peperoncini essiccati e salsa di soia.
- Kongnamul (콩나물?): insalata di germogli di soia bolliti e conditi con olio di sesamo.
- Sigeumchi namul (시금치나물?): spinaci sbollentati leggermente, conditi con olio di sesamo, aglio e salsa di soia.
- Miyeok muchim (미역무침?): alghe wakame condite con aceto dolce e sale.
- Musaengchae/Muchae[3] (무생채/무채?): daikon coreano tagliato à la julienne con salsa di aceto dolce e a volte peperoncini essiccati tritati.
- Gosari namul (고사리나물?): germogli di felce saltati in padella.
- Chwinamul (취나물?): astro saltato in padella e condito.
- Bireum namul[4] (비름나물?): amaranto sbollentato leggermente e condito.
- Naengi namul (냉이나물?): borsapastore sbollentata leggermente e condita.
- Dolnamul (돌나물?): sedum crudo con salsa di peperoncino.
- Gogumasun namul[5] (고구마순나물?): germogli di patata dolce bolliti e conditi.
- Gaji namul (가지나물?): melanzana bollita.
- Doraji namul (도라지나물?): radici di campanula cinese bollite.

### Bokkeum
Con il termine bokkeum (볶음?) ci si riferisce a dei piatti saltati in padella con salsa.
- Kimchi bokkeum (김치볶음?): kimchi saltato in padella, spesso con del maiale.
- Jeyuk bokkeum (제육볶음?): maiale saltato in padella con gochujang e cipolle[6].
- Ojingeochae bokkeum (오징어채볶음?): calamaro essiccato a striscioline condito con gochujang, aglio e sciroppo di maltosio[7].
- Nakji bokkeum (낙지볶음?): polipetti saltati in padella con gochujang.
- Buseot bokkeum (버섯볶음?): funghi, come shiitake, orecchioni e matsutake, saltati in padella.

### Jorim
Con il termine jorim (조림?) ci si riferisce a dei piatti stufati in un brodo insaporito.
- Dubu jorim (두부조림?): tofu stufato in salsa di soia diluita, olio di sesamo, aglio tritato e cipolla verde a pezzi[8].
- Jang jorim (장조림?): manzo stufato in salsa di soia, a volte accompagnato da uova sode di gallina o quaglia[9].

### Jjim

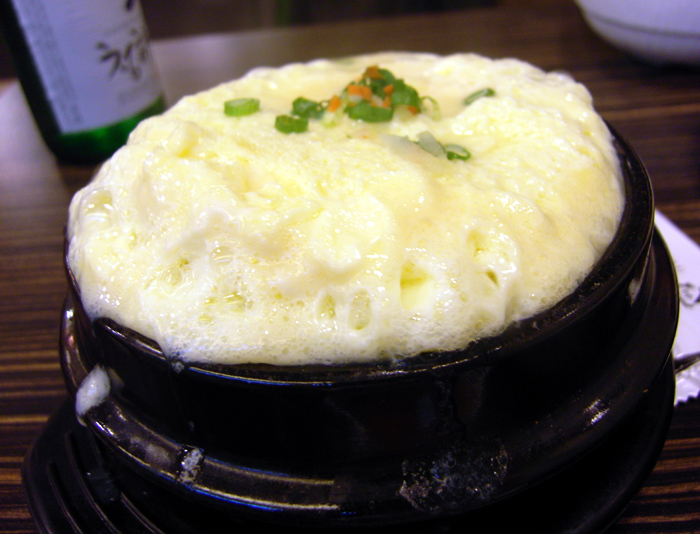
Gyeran jjim

Con il termine jjim (찜?) ci si riferisce a dei piatti cotti al vapore.
- Gyeran jjim (계란찜?): uova sbattute, condite e cotte a vapore.
- Saengseon jjim (생선찜?): pesce al vapore.

### Jeon
Con il termine jeon (전?) ci si riferisce a delle frittelle simili a pancake, a volte chiamate anche buchimgae. 
- Pa jeon (파전?): con scalogno.
- Kimchi jeon (김치전?): con kimchi.
- Gamja jeon (감자전?): di patate.
- Saengseon jeon (생선전?): piccole porzioni di pesce passate nell'uovo e fritte in padella.
- Donggeurang ttaeng (동그랑땡?): polpette di tofu, carne e verdura, passate nell'uovo e fritte in padella.

### Altri

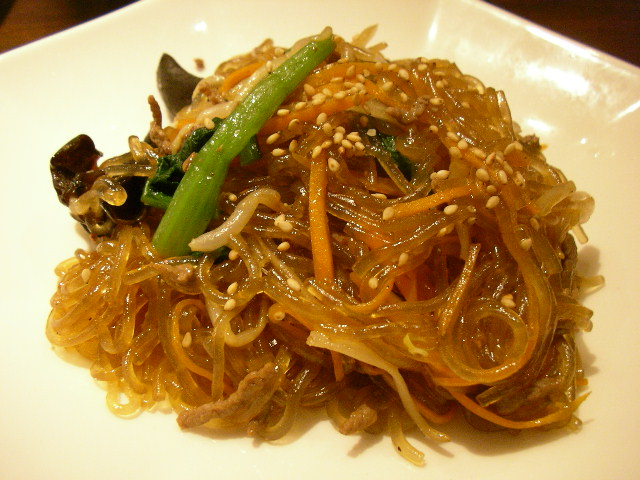
Japchae.

- Danmuji (단무지?): daikon coreano sottaceto marinato in una tintura gialla naturale ricavata dal frutto della gardenia.
- Gyeran mari (계란말이?): frittata arrotolata e servita tagliata a fette.
- Japchae (잡채?): è un piatto indipendente, ma viene anche servito come banchan, e consiste in dangmyeon (spaghetti trasparenti) insieme a verdure, manzo e salsa all'aglio leggermente dolce.
- Insalata di patate (감자 샐러드?, Gamja saelleodeuLR) con mele e carote.

## Storia
Si ritiene che la nascita dei banchan sia un risultato dell'influenza buddhista a metà del periodo dei Tre regni di Corea e del conseguente divieto, da parte dei sovrani, di consumare carne: questo portò a un aumento dei piatti a base di verdure. Nonostante le invasioni mongole della Corea ripristinarono i piatti contenenti carne e le offerte di carne in rituali come il jesa, sei secoli di cucina vegetariana sotto forma di banchan si erano impressi nella cucina coreana.